# Valdemar Christoffer Nielsen
Valdemar Christoffer Nielsen (21 de setembro de 1893 — 16 de maio de 1972) foi um ciclista dinamarquês. Foi um dos atletas que representou a Dinamarca nos Jogos Olímpicos de 1912, em Estocolmo, onde terminou em oitavo lugar competindo na prova de estrada, não pontuando.